# Opuntia rooneyi
Opuntia rooneyi är en kaktusväxtart som beskrevs av M.P. Griff. Opuntia rooneyi ingår i släktet fikonkaktusar, och familjen kaktusväxter. Inga underarter finns listade i Catalogue of Life.